# Stranorlar
Stranorlar (irlandese: Srath an Urláir) è una particolare cittadina della contea di Donegal, nella Repubblica d'Irlanda. È, infatti, una delle due curiose twin towns della contea, essendo separata dalla vicinissima Ballybofey soltanto dal fiume Finn.